# Фолк-хистори
Фолк-хи́стори, или фольк-хи́стори (также фолк-история, псевдоистория, параистория, антиистория, лжеистория, поп-история, история для народа, масс-история, самодеятельная история и др.), — обобщённое название совокупности претендующих на научность, но не являющихся научными литературно-публицистических трудов и идейно-теоретических концепций на исторические темы, созданных в основном непрофессионалами с позиций негационизма. Термин имеет российское происхождение и употребляется, как правило, применительно к российским и постсоветским реалиям. Близким и связанным с псевдоисторией и фолк-хистори понятием является псевдоархеология.

## История

График, изображающий зависимость пассионарности этнической системы от времени её существования в пассионарной теории этногенеза Льва Гумилёва

Псевдоистория существует длительное время, но возникновение фолк-хистори как специфического явления, характерного для России и соседних с ней стран, относится к периоду Перестройки в СССР / России, когда выходило большое число ревизионистских книг и публикаций в периодике, направленных на «разоблачение» исторической науки. Эта литература берёт своё начало в середине-конце 1980-х годов, достигла пика популярности к середине-концу 1990-х годов и продолжает стабильно её удерживать вплоть до настоящего времени. Среди предшественников фолк-хистори Пётр Кралюк называет историка Льва Гумилёва, пассионарная теория этногенеза которого, а также многие частные выводы подверглись критике со стороны многих историков. По мнению В. А. Шнирельман и С. А. Панарина, «Гумилев открыл шлюзы для вала субъективизма — и тот хлынул в историческую или, правильнее, псевдоисторическую науку», он «…подготовил и почву для бурного произрастания разнообразных творцов псевдоисторического бреда (типа Анатолия Фоменко, Мурада Аджи и иже с ними), и необходимую аудиторию потребителей их продукции. Без него ни первые не были бы столь самоуверенны, ни вторые столь многочисленны. Ибо Гумилев своим авторитетом как бы санкционировал произвольное обращение с историей».
Историк Олег Губарев приводит пример «известнейшего историка Б. А. Рыбакова, утверждавшего, например (вопреки греческому историку и писателю Геродоту), что скифы-сколоты — это древние славяне, позже превратившиеся в Русь. Академик Рыбаков был слишком увлечён своими попытками доказать глубокую древность происхождения славян».
Из других кандидатов в предшественники упоминаются писатели Валентин Пикуль и Владимир Чивилихин («Память» и др.), поэт Олжас Сулейменов («Аз и Я»).
В широкое употребление в профессиональной среде историков понятие вошло после состоявшейся 21 декабря 1999 года на историческом факультете МГУ специально организованной представительной конференции, собравшей более 400 ведущих специалистов МГУ, РАН и др. Ныне изучению феномена фолк-хистори посвящаются экзаменационные вопросы учебно-методических пособий вузов по соответствующему курсу для студентов специальности «История» и сами такие учебно-методические труды, на тему фолк-хистори читаются лекции, проводятся научно-методические семинары, делаются доклады на международных научных конференциях, понятие входит в словари исторических терминов.

## Термин и признаки
Авторство термина приписывается доктору исторических наук, главному редактору журнала «Русское средневековье» Дмитрию Володихину (МГУ). Для анализирующих явление российских публикаций 1990-х годов был более характерен вариант «фольк-хистори»; в более поздние времена термин преимущественно употребляется в форме «фолк-хистори» без мягкого знака.
Среди самих, как их называют, «фолк-хисториков» единого самоназвания нет. Часть из них считает себя полноправными историками, другая часть называет своё занятие «альтернативной историей» в нетрадиционном значении (о разнице см. ниже), противопоставляя её общепринятой истории, то есть всё-таки признавая факт маргинальности своих идей, третья же часть приняла термин «фолк-хистори».
Фолк-хистори часто понимается как особый литературно-публицистический жанр масс-культуры, обладающий следующими признаками:
- сюжет строится по художественным законам беллетристики, что предполагает тенденциозный отбор лишь тех подробностей, которые укладываются в изначально заданные автором рамки концепции; часть фактов при этом откровенно додумывается, происходит фальсификация истории;
- при этом сохраняется «наукообразие» и декларируется цель именно научного опровержения устоявшихся традиционных представлений о предмете; произведение в жанре фолк-хистори мимикрирует под научное — чем в корне отличается от литературного жанра альтернативной истории;
- настрой на сенсационность; отрицание и/или игнорирование твёрдо установленных наукой фактов;
- нарочитая скандальная грубость изложения, апломб, нападки и «разоблачения» предполагаемого заговора традиционных («официальных») историков;
- стремление поразить читателя масштабами предполагаемых «подтасовок» и «сокрытия правды», глобальность, призыв к коренной ломке представлений о модели всемирной истории или истории отдельных государств;
- часто проводятся явные параллели с современностью; тексты носят публицистический характер «на злобу дня», порой гранича с памфлетом, пытаются «обосновать» те или иные предлагаемые авторами актуальные политические идеи, служат им пиаром;
- читательская аудитория делится на две части: «рабски» следующие «догмам официальной науки» и, напротив, не боящиеся смелого полёта фантазии, «самостоятельно» мыслящие — так скептически настроенному читателю навязывается комплекс вины, в то время как «свободные мыслители» склоняются занять эмоционально более выгодную позицию союзника автора и, как следствие, обходить вниманием даже очевидные фактические и логические ошибки[11].

Кроме того, сочинения в жанре фолк-хистори нередко могут подкрепляться псевдолингвистическими аргументами для обоснования своих положений. Такая «лингвистика» созвучно с фолк-хистори стала именоваться «фол(ь)к-лингвистикой».
Как правило, произведения в жанре фолк-хистори создаются далёкими от профессиональной исторической науки лицами — и потому не содержат подробностей их собственных архивных исследований. Фактически это компиляции из прочитанной тем или иным автором литературы и прессы, особенно «жёлтой». Часто в поиске оправдания автор произведений фолк-хистори утверждает, что «его преследуют за правду», «архивы закрыты», «засекречены», «всё важное уничтожено, но удалось раздобыть единственный экземпляр» и проч. Для дилетантов и фальсификаторов характерным является убеждение, что можно найти оригиналы древних текстов, а не тот материал, с которым наука обычно работает, — копии (списки) несохранившихся оригиналов.
На это накладываются ограниченные временны́е рамки: если историк занимается одной выбранной темой долгие десятилетия, это его профессиональная специализация, у автора же фолк-хистори зачастую нет времени на детальное знакомство с надлежащим объёмом фактуры по предмету, он не может себе такого позволить, так как выпуск очередных сенсационных разоблачений ставится на поток. Из-за этого на подтасовки исторических фактов накладываются ляпы из-за незнания автором всей подоплёки, невладения темой, а порой и невнимания к деталям.

## Статус и цели
Дмитрий Володихин подразделяет совокупность трудов, касающихся истории, на три вида: высокую (академическую) историю, популярную (беллетризированную) историю и фолк-хистори:

Для того чтобы воспринимать исторические факты и процессы во всей их сложности, всегда требовались хорошее образование и хорошие умственные способности. Из-за этого историю можно причислить к элитарной сфере знания.
Но помимо высокой истории для интеллектуалов из века в век существовала её сестричка, субретка рядом с трагической героиней. Жаждущих любителей насладиться бурлением придворных страстей, рыцарскими походами, битвами патриотизма и всевозможными тайнами завлекает популярная, беллетризованная история. И нет в ней ещё ничего плохого: популярная история несёт просветительскую функцию. Дюма или Пикуль — это весело и поучительно.

Если история-первая — игра ума и наука для королей, история-вторая — учёба и забава для любителей. Но существует история-третья, играющая роль куртизанки, игрушка для толпы, чтиво охлоса. Условно её можно назвать фолк-хистори.
Существуют и иные статусные классификации — в частности, подразумевающие под «популярной историей» не историческую беллетристику (Дюма, Пикуль и др.), а популяризацию науки, научно-популярную историю, изложение несложным языком достоверных и признанных научных фактов, идей, концепций, гипотез. Но в обоих случаях фолк-хистори отличается принципиально: последняя претендует на научность, на то, чтобы её считали не тем, чем она является, а наукой.
Основная черта фолк-хистори и характерная примета жанра — преднамеренность искажения фактов, игры с датами, цифрами, событиями. Этим она отличается от исторического фэнтези. Как замечает писатель, сотрудник Института военной истории Министерства обороны России Алексей Исаев, фолк-хистори пытается объяснить исторические события с точки зрения бытовой логики. В занимательной форме она перерабатывает для массовой аудитории исторические атрибуты; занимательность, в свою очередь, обеспечивает кассовый успех. Имена, даты, географические названия и ландшафты в такой ситуации лишь антураж, декорация, имитирующая научность.
Среди целей такой деятельности — самопрезентация и утверждение идей и персон, которые не смогли по разным причинам утвердиться в рамках академической истории; попытка (иногда искренняя) дать простые ответы на сложные этнополитические вопросы современности; а также коммерческий интерес, способ заработка, в том числе путём получения бюджетных средств. Так, биохимик Анатолий Клёсов, автор псевдонаучного учения «ДНК-генеалогия», в рамках которого утверждается древность и «арийское» происхождение славян, для продвижения учения в числе прочего ставит задачу добиться принятия решения Правительства России о поддержке «нового направления».
Раскрученные псевдоисторические теории обычно издаются и переиздаются в виде многолетних серий произведений жанра и, как правило, имеют устойчиво большие тиражи и коммерческий успех, заведомо и многократно превышающие скромные достижения трудов по академической истории. Например, томский книготорговец Сергей Дьяков, рассказывая о предпочтениях покупателей, свидетельствует:

Собственно историей интересуются единицы… Народ больше тяготеет к т. н. фолк-хистори… Приходится идти на поводу у потребителя. Всё-таки — магазин, а не моя личная библиотека.

## Классификация
Сообщество «фолк-хисториков», в свою очередь, обычно подразделяют на несколько групп. Отмечается, что эти группы находятся на неодинаковом удалении от «центра» — какие-то ближе, какие-то дальше от него. Есть и ряд пограничных поджанров, содержащих лишь некоторые, но не все, элементы фолк-хистори.
1. Классический «центр» фолк-хистори базируется на экспансии представителей точных наук в гуманитарную сферу, это «физики», занявшиеся «лирикой». Они, как правило, интересуются контрфактическим моделированием исторической реальности.
2. Вторая по значимости группа — националисты, олицетворяющие подъём национального самосознания в постсоветскую эпоху. Главной своей задачей они видят обеспечение «своих» этносов более древней и героической историей, которая «до сих пор скрывалась». По мнению историка А. Н. Ланькова, реинтерпретация и фальсификация истории составляют важную часть любого национализма. Националистические концепции истории повторяются в разных странах[40].
3. Третья разновидность фолк-хистори — «игровая история», история тайн и загадок. Она образовалась на стыке наименее качественной научно-популярной литературы и литературно-философских идей постмодернизма. Фактически происходит моделирование истории по принципам арт-проекта — с той, однако, разницей, что такая фолк-хистори, как и всякая другая, претендует на ультимативную истинность своих построений взамен общепринятых.
4. На периферии фолк-хистори находятся попытки обоснования с помощью своеобразно понимаемой истории каких-либо актуальных политических, философских концепций или идей с целью манипуляции массовым сознанием. В интерпретации подобных «фолк-хисториков» исторические факты играют роль лишь удобного набора кубиков. Эта категория, как и националисты, наиболее склонна к искажениям истории до неузнаваемости в случае конфликта с отстаиваемой идеей.

В качестве пограничных по отношению к фолк-хистори поджанров выделяются бульварный авантюрный роман и ретро-детектив.

## Критика
Историк В. А. Шнирельман, главный научный сотрудник Института этнологии и антропологии РАН, в подготовленном для Московского бюро по правам человека (МБПЧ) аналитическом докладе «Мифы современного расизма в РФ» писал:
Мало кто из специалистов симпатизирует этой деятельности [фолк-хистори], и лишь единицы соглашаются в ней участвовать. Подавляющее большинство российских учёных рассматривают подобные выступления как «извращение истории» и стараются их не замечать, либо изредка высказывают своё возмущение.
Тем не менее среди видных учёных можно назвать активных оппонентов фолк-хистори. Это декан исторического факультета МГУ академик РАН Сергей Карпов, заведующий кафедрой археологии МГУ академик РАН Валентин Янин, бывший заведующий кафедрой истории России до начала XIX века академик РАН Леонид Милов, доктор исторических наук Геннадий Кошеленко, академик Российской академии образования Игорь Бестужев-Лада, доктор физико-математических наук, астроном Юрий Ефремов, доктор исторических наук Леонид Бородкин, академик РАН Владимир Мясников, академик РАН лингвист Андрей Зализняк и другие.
Со стороны подавляющего большинства историков проявления фолк-хистори получают резко негативные оценки. Например, доктор исторических наук Юрий Афанасьев на встрече со студентами заявил о «новой хронологии» Фоменко: «Это шарлатанство, цель которого — извлекать прибыль. Под Фоменко работает много людей, но нет ни одного вменяемого историка. Нас запутывают». «Новый исторический вестник» отзывался о фолк-историках как о «франкенштейнах от истории». Тем не менее «Литературная Россия» отмечала, что среди наблюдателей нет полного единства по вопросу о статусе фолк-хистори, о том, опасна она или нет:

Одни уверяют, что она [фолк-хистори], являясь одним из жанров массовой литературы, совершенно безобидна, ни на что не претендует, кроме как развлечь читателя. Другие считают, что в большинстве случаев квазиисторическая литература может негативно влиять на историческое самосознание человека, искажать, оглуплять его мировоззрение.
— И. Колодяжный. Разоблачение фолк-хистори
Доктор исторических наук Игорь Орлов относится к фолк-истории терпимо:

Для нас, историков, это явление не новое. Я не понимаю, зачем вообще «бить в колокола» по этому поводу. Я считаю, что Гумилёв, Фоменко, Бушков вывели из спячки российскую историческую науку… Им всем надо сказать спасибо за то, что они взбудоражили историческую мысль… Вспомним славянофилов, которые также в массе были литераторами и философами. Мы же не критикуем их за непрофессионализм. Между тем они разбудили общественную мысль, подтолкнули западническое движение. Почему бы и нет? Другое дело, что не надо раздувать вокруг этого ажиотаж… Люди делают деньги.
— Игорь Орлов: «Интерес к истории у меня начался с Пикуля»
О критике фолк-хистори представителями научного сообщества филолог А. А. Алексеев пишет:

Защита профессионального подхода к специальным вопросам продиктована не цеховой узостью и корпоративным эгоизмом, это защита нормальной социальной организации против хаоса и хищничества. Для благополучия всего общества должны существовать институции, которые несут ответственность за профессиональные сферы вне всякой связи с религиозными или безрелигиозными убеждениями.

## Общемировой контекст
Процесс постепенного снижения авторитета науки и возникновения новых барьеров, отчуждённости между академической наукой и остальным обществом — общемировой. В этом смысле показательно, в частности, возникновение интернет-мема «британские учёные» — о тиражируемых прессой со ссылкой «на учёных» околонаучных фактах, которые, как правило, курьёзны, нелепы или фантастичны настолько, что никто не берётся их перепроверять. Представители фолк-хистори стремятся показать свою причастность к высокой науке, а те, кто к ней действительно причастен, инстинктивно отталкиваются от такого соседства.

Но с финансовой точки зрения более крепкий мир массовой культуры даёт больше возможностей. Поэтому вместо естественного разделения социальных функций между двумя различными ветвями сообщества гуманитариев происходит агрессивное вытеснение… фундаментальной научной истории с её естественных позиций.
— Володихин Д. Феномен фольк-хистори
Как следствие, историческая наука в настоящее время переживает кризис, смену парадигм — как на постсоветском пространстве, так и на Западе. В частности, заведующий отделом Азии и Африки ИНИОН РАН, заместитель главного редактора журнала «Востоковедение и африканистика (зарубежная литература)», завкафедрой общественных наук Высшей школы телевидения МГУ Андрей Фурсов, говоря о современной мировой науке и её перспективах, отмечает, что она — прежде всего теория и прогнозирование — превращается в кастовое занятие части верхов; «внизу» же остаются эмпирические штудии, «игра в бисер» с сильным иррациональным оттенком, фолк-наука, — и особенно всё это касается истории.
Происходит постепенный постмодернистский переворот в иерархии между литературным и нелитературным: беллетризация знания иррационализирует научно-исторический анализ.
Большая часть системы исторического знания постепенно погружается в среду массовой культуры — и явление фолк-хистори отражает этот процесс. Порой осведомлённые о наличии термина русскоязычные полемисты причисляют к жанру фолк-хистори и произведения некоторых западных авторов — например, «Код да Винчи» Дэна Брауна, «Утро магов» о «копье Лонгина» Жака Бержье и Луи Повеля или «Народное государство Гитлера: грабёж, расовая война и национальный социализм» журналиста Гёца Али, как пример «игры в бисер» приводится «Маятник Фуко» Умберто Эко.
Один из ведущих специалистов России по истории древних славян доктор исторических наук С. В. Алексеев так высказывается о причинах явления фолк-хистори:

Беда не в отсутствии научных трудов, беда — в их непопулярности. Перечислит ли обыватель навскидку академиков, занимающихся древней и средневековой историей славян? Зато не сомневаюсь, что любой завсегдатай книжных магазинов навскидку назовет с десяток творцов «фолк-хистори» на ту же тему. Потому важнейшая задача науки — научиться писать человеческим языком, быть понятной и доступной. Не просто превосходить мошенников интеллектуально (умный читатель, замечу, это уважает), а «забивать» их при необходимости на их же территории. Иначе мы потеряем здравое историческое сознание напрочь. […]

С одной стороны, мы плотнее вошли в мировой научный контекст, избавились от «единственно верного» учения, стали писать свободнее, а иногда даже честнее. Честнее, по крайней мере, с точки зрения собственных выводов и воззрений. Я принадлежу к первому поколению историков, вообще не знавших идеологической цензуры… О наших «фолк-хисториках» я уже сказал и повторяться не хочется. У научного сообщества, да и у общества вообще, нет лекарства от «альтернативщиков». Более того, имею основания считать, что и не будет. Источник спекуляций — подрыв доверия к учёным («Вы нас столько лет обманывали!»). А много и других бед — низкие заработные платы, отсюда же падение престижа науки и уровня высшего образования.

## Перспективы
На российском уровне «мир фолк-хистори», по мнению исследователей, к настоящему времени также разросся и начал вести самостоятельное существование, во многом пародируя жизнь академической науки. Произошла внутренняя самоорганизация сообщества, появились зачатки группового самосознания. В этой среде имеются свои авторитеты, одни авторы с уважением цитируют других, ссылки из одних трудов переносятся в другие, из-за принципиально несогласуемых глобальных «теорий происхождения всего» возникают неизбежные споры. Кандидат исторических наук, доцент Г. А. Елисеев в 1998 году писал, что «для независимого наблюдателя сообщество „фолк-хисториков“ больше всего напоминает цирк».
Татьяна Илларионова (доктор философских наук, профессор Российской академии государственной службы при президенте РФ, член Общественной палаты РФ) отметила спад активности авторов фолк-хистори. Она писала: «Показательно: наиболее популярный в России историк жанра „фольк-хистори“ Э. Радзинский в 2006 году выпустил только одну свою новую книгу!». Один из фолк-хисториков Вадим Кожинов в журнале «Новый мир» писал:

…несостоятельность очень популярного лет десять назад «альтернативного» подхода к истории, который выражает социальные, политические, моральные и т. п. взгляды использующих его авторов, но бесплоден в качестве инструмента познания… когда существеннейшие исторические явления оцениваются в свете каких-либо «альтернатив»… сопоставляются, сравниваются не сами явления истории, а сугубо «оценочные» (отрицательные или положительные), пристрастные представления о них «альтернативно» мыслящего автора.
Бывший директор Института российской истории РАН, член-корреспондент РАН Андрей Николаевич Сахаров отвечал на вопрос о необходимости научной экспертизы псевдоисторических «учебников» так:

Не стоит тратить время. Но я хочу заметить, что никакой экспертизы учебников мы проводить не собираемся. В условиях свободной России это невозможно.